# Вілем Блодек
Вілем Блодек (чеськ. Vilèm Blodek; нім. Wilhelm Blodek; 3 жовтня 1834, Прага — 1 травня 1874, Прага) — чеський композитор, флейтист, піаніст і педагог.

## Біографія
Народився в бідній сім'ї, першу освіту здобув у німецькій школі піарів у Празі. З 1846 по 1852 навчався в Празькій консерваторії в Антона Айзері по класу флейти і Яна Бедржиха Кітля по класу композиції. Паралельно брав приватні уроки по фортеп'яно в Олександра Дрейшока.
З 1853 по 1855 викладав музику дітям Людвіка Зелінського Владиславу, Ярославу і Ользі в Любичі, потім повернувся в Прагу, де концертував як флейтист і піаніст, а також деякий час був другим хормейстером празького «Чоловічого співочого товариства», для якого написав кілька творів. З 1860 змінив Айзері на посаді професора Празької консерваторії по класу флейти, де викладав до 1870 року. Автор школи гри на флейті (1861). Останні роки життя провів у божевільні, де помер у віці 39 років.
В ранній період творчості Блодек був під впливом німецького романтизму, перш за все Мендельсона. Пізніше став послідовником творчості Сметани, який високо цінував талант Блодека. Твори Блодека, що належать до зрілого періоду творчості, відрізняються ліричністю мелодики, багатством інструментування і фарб, національним колоритом. Найбільшу популярність здобули комічна опера на одну дію «В колодязі» (чеськ. V studni; 1867, Прага) і Концерт ре мажор для флейти з оркестром (1862). Автор музики до 60 театральних постановок; був співавтором зі Сметаном в роботі над музикою до урочистостей з нагоди 300-річчя від дня народження Шекспіра (1864).

## Твори
- Секстет для флейти, двох скрипок, гобоя, валторни і труби (1847)
- Велике соло для флейти і фортеп'яно (1851)
- Бравурне алєґро для флейти і фортеп'яно (1852)
- 5 увертюр для оркестру (1850, 1852-54, 1860)
- Концерт ре мажор для флейти з оркестром (1862)
- «Skladba» (п'єса ля мажор) для 2-х флейт і оркестру (близько 1862)
- Фантазія і каприс для флейти і фортеп'яно (1863)
- Andante cantabile для скрипки, гобоя і фортеп'яно (1863)
- Опера «Кларісса» на лібрето Сметани (перша постановка 1934, Прага)
- 2 меси (1853 і 1865)
- Симфонія ре мінор (близько 1866)
- Опера «В колодязі» («V studni», 1867, Прага)
- Опера «Зітек» (1869, закінчена Фр. Ванею; перша постановка 1934)
- П'єси для фортеп'яно («Баркаролла», «Квадрілья», Фантазія та ін.)
- 6 творів для чоловічого хору («Аве Марія», «Славень» та ін.)